# Bernice Liu
Bernice Jan Liu of Liu Bik-Yee 廖碧兒 (Prince Rupert, 6 januari 1979) (jiaxiang: Guangdong, Foshan, Shunde) is een Chinees-Canadese TVB-actrice.
Liu studeerde aan de Universiteit van Brits-Columbia. In 2000 won ze de eerste prijs bij de Miss Chinese Vancouver en in 2001 won ze bij de Miss Chinese International Pageantverkiezing van TVB.

## Prijzen
- Miss Chinese Vancouver 2000
- Miss Photogenic  (Miss Chinese Vancouver 2000)
- Miss Perfect Complexion  (Miss Chinese Vancouver 2000)
- Miss Chinese International 2001
- Miss Talent (Miss Chinese International 2001)
- Miss Cosmopolitan (Miss Chinese International 2001)
- Newcomer Award (Jade Solid Gold Awards 2006)
- JSG Song Award voor het lied "Truth", het beginlied van de serie Into Thin Air (Jade Solid Gold Awards 2006)
- Favourite Character voor haar rol als Gei Mei Lai in de serie Love Bond (Astro Wah Lai Toi Drama Awards 2006)
- Best On-Screen Couple Award met Moses Chan in Love Bond (Astro Wah Lai Toi Drama Awards 2006)

## Filmografie

### Televisieseries
- Virtues of Harmony als Princess (2001)
- Golden Faith (2002)
- Virtues of Harmony II als Wong Yee (Joey) (2003-2004)
- Survivor's Law als Cheong Sze Ka (Jessica) (2003)
- Supreme Fate (2004)
- Love Bond als Gei Mei Lai (2005)
- Healing Hands III als Betsy (2005)
- Into Thin Air als Man Tai Bo (2005)
- The Brink of Law als Chui Wing (2007)
- Devil's Disciples als Bat Tong Ji Lung (2007)
- The Slicing of The Demon (2007)
- Best Selling Secrets als herself (2007)
- Steps als Lee Sum Ying (Samantha) (2007)
- Survivor's Law II (2007) als Cheong Sze Ka (Jessica)
- Wasabi Mon Amour als Yim Lai/Ko Yau Lai (Ally) (2008)
- When A Dog Loves A Cat als Kit Man Chi-kei (2008)
- The Beauty of Versatility (2008)
- The Legendary Ren Jie (2008)
- The Mysteries of Love als Nickole Ling Man-ka (2010)
- Show Me the Happy als Cherry Lui Ying-hung (2010-2011)
- Home Troopers als "Kam" Tung Kam-po (2010-2011)

### Films
- My Wife is 18 《我老婆唔夠秤》(2002)
- My Dream Girl 《炮製女朋友》(2003)
- Heat Team 《重案痴孖筋》(2004)
- The King of Fighters (2009)
- 72 Tenants of Prosperity 《72家租客》(2010)
- The Legend is Born-Ip Man 《葉問前傳》(2010)
- Perfect Wedding 《抱抱俏佳人》(2010)

- Bibliothèque nationale de France: cb17153564p (data)
- International Standard Name Identifier: 0000 0001 4011 3016
- Library of Congress Control Number: no2011145441
- MusicBrainz: 99a95d8a-e56b-44d9-86c0-bfb50ae35ea4
- Virtual International Authority File: 183796800
- WorldCat: E39PBJdrCW3mHHFDJx6TgdJVYP